# الفارس القتيل يترجل (رواية)
الفارس القتيل يترجَّل رواية عربية، صدرت في عام 1979، للأديب اللبناني إلياس الديري، وتعد واحدة من أهم الروايات اللبنانية عن مآسي الحرب الأهلية التي ضربت لبنان وعاشها الشعب اللبناني، وصُنفت في المرتبة 101، في قائمة أفضل 100 رواية عربية التي أعدها اتحاد الكتاب العرب في عام 2001، حيث ضمت 105 رواية من مختلف الأقطار العربية.